# Olenellina
Az Olenellina a háromkaréjú ősrákok (Trilobita) osztályához és a Redlichiida rendjéhez tartozó alrend.

## Rendszerezés
Az alrendbe az alábbi öregcsaládok és családok tartoznak:
- Fallotaspidoidea
  - Archaeaspididae
  - Fallotaspididae
  - Judomiidae
  - Neltneriidae
  - Nevadiidae
- Olenelloidea
  - Holmiidae
  - Olenellidae

- Incertae sedis (a következő nemnek nincs megállapítva a családja):
  - Poletaevella